# Чеченев, Михаил Семёнович
Михаил Семёнович Чеченев (28 ноября 1920 — 2 августа 1993) — командир эскадрильи, капитан. Герой Советского Союза.

## Биография
Родился 28 октября 1920 года в селе Артышта на территории современного Беловского района Кемеровской области.
В Красной Армии с 1938 года. Участник Великой Отечественной войны с августа 1943 года.
К февралю 1945 года совершил 190 вылетов. Уничтожил 46 танков, 113 автомашин, 74 повозки, 3 паровоза и более 100 железнодорожных вагонов.
Звание Героя Советского Союза с вручением ордена Ленина и медали «Золотая Звезда» Михаилу Семёновичу Чеченеву присвоено 15 мая 1946 года.
Жил в Астрахани. Умер 2 августа 1993 года.

## Награды
Награждён орденом Ленина, тремя орденами Красного Знамени, орденом Александра Невского, двумя орденами Отечественной войны 1-й степени, орденами Красной Звезды, Славы 3-й степени, медалями.

## Память
- Мемориальные доски Михаилу Семеновичу Чеченеву установлены на фасаде Школы № 12 города Прокопьевска, где он учился, и на фасаде дома 6/42 Ахшарумова/Боевая (Астрахань), где он жил.